# Josef Leberl
Josef Leberl (13. března 1799, Meclov - 1. listopadu 1868, Meclov) byl rakouský politik německé národnosti z Čech, během revolučního roku 1848 poslanec Říšského sněmu.

## Biografie
Roku 1849 se uvádí jako majitel pivovaru (Brauhof) v obci Meclov (Metzling), též jako rolník v Poběžovicích.
Během revolučního roku 1848 se zapojil do veřejného dění. Ve volbách roku 1848 byl zvolen na ústavodárný Říšský sněm. Zastupoval volební obvod Poběžovice (Ronšperk). Tehdy se uváděl coby rolník. Řadil se k sněmovní levici.